# Mouriri torquata
Mouriri torquata är en tvåhjärtbladig växtart som beskrevs av Thomas Morley. Mouriri torquata ingår i släktet Mouriri och familjen Melastomataceae. Inga underarter finns listade i Catalogue of Life.